# Gïrgïs de Fu-Yü
Le gïrgïs de Fu-Yü, ou kirghiz de Mandchourie, est une langue turcique parlée dans le Heilongjiang, à 40 kilomètres au Nord-Ouest de Qiqihar, en Chine par moins d'une dizaine de locuteurs qui se désignent par le nom de « Gïrgïs » (c'est-à-dire Kirghizes).

## Utilisation
Possédant moins d'une dizaine de locuteurs, tous âgés, c'est une langue en voie de disparition classée comme « sérieusement en danger » par l'UNESCO et « en danger critique » par le projet Langues en danger.

## Classification
Le gïrgïs de Fu-yü est une langue turque sibérienne, malgré le nom de Kirghizes que se donnent eux-mêmes les habitants de Fu-Yü.

## Phonologie
Les tableaux présentent les voyelles et les consonnes, du gïrgïs de Fu-Yü.

### Voyelles
|         | Antérieure  | Centrale | Postérieure |
| ------- | ----------- | -------- | ----------- |
| Fermée  | i [i] y [y] | ɨ [ɯ]    | u [u]       |
| Moyenne | e [e]       | ə [ə]    | o [o] ø [ø] |
| Ouverte |             |          | a [ɑ]       |

### Consonnes
|               |               | Bilabiale | Dentale | Latérale | Palatale | Vélaire | Uvulaire | Glottale |
| ------------- | ------------- | --------- | ------- | -------- | -------- | ------- | -------- | -------- |
| Occlusives    | Sourdes       | b [p]     | d [t]   |          |          | g [k]   | ɢ [q]    |          |
| Occlusives    | Aspirée       | p [pʰ]    | t [tʰ]  |          |          | k [kʰ]  | q [qʰ]   |          |
| Fricatives    | Sourde        |           | s [s]   |          | ʃ [ʃ]    | x [x]   | χ [χ]    | h [h]    |
| Fricatives    | Sonore        |           | z [z]   |          |          | ɣ [ɣ]   | ʁ [ʁ]    |          |
| Affriquées    | Sourdes       |           |         |          | dʒ [t͡ʃ]  |         |          |          |
| Affriquées    | Aspirée       |           |         |          | tʃ [t͡ʃʰ] |         |          |          |
| Nasales       | Nasales       | m [m]     | n [n]   |          |          | ŋ [ŋ]   |          |          |
| Liquides      | Liquides      |           | r [r]   | l [l]    |          |         |          |          |
| Semi-voyelles | Semi-voyelles |           |         |          | j [j]    |         |          |          |